# Vänjaurbäck
Vänjaurbäck är en tidigare småort i Lycksele kommun, Västerbottens län. Vid 2015 års småortsavgränsning hade folkmängden i orten sjunkit till under 50 personer och småorten upplöstes.